# دهه ۱۷۰۰ (میلادی)

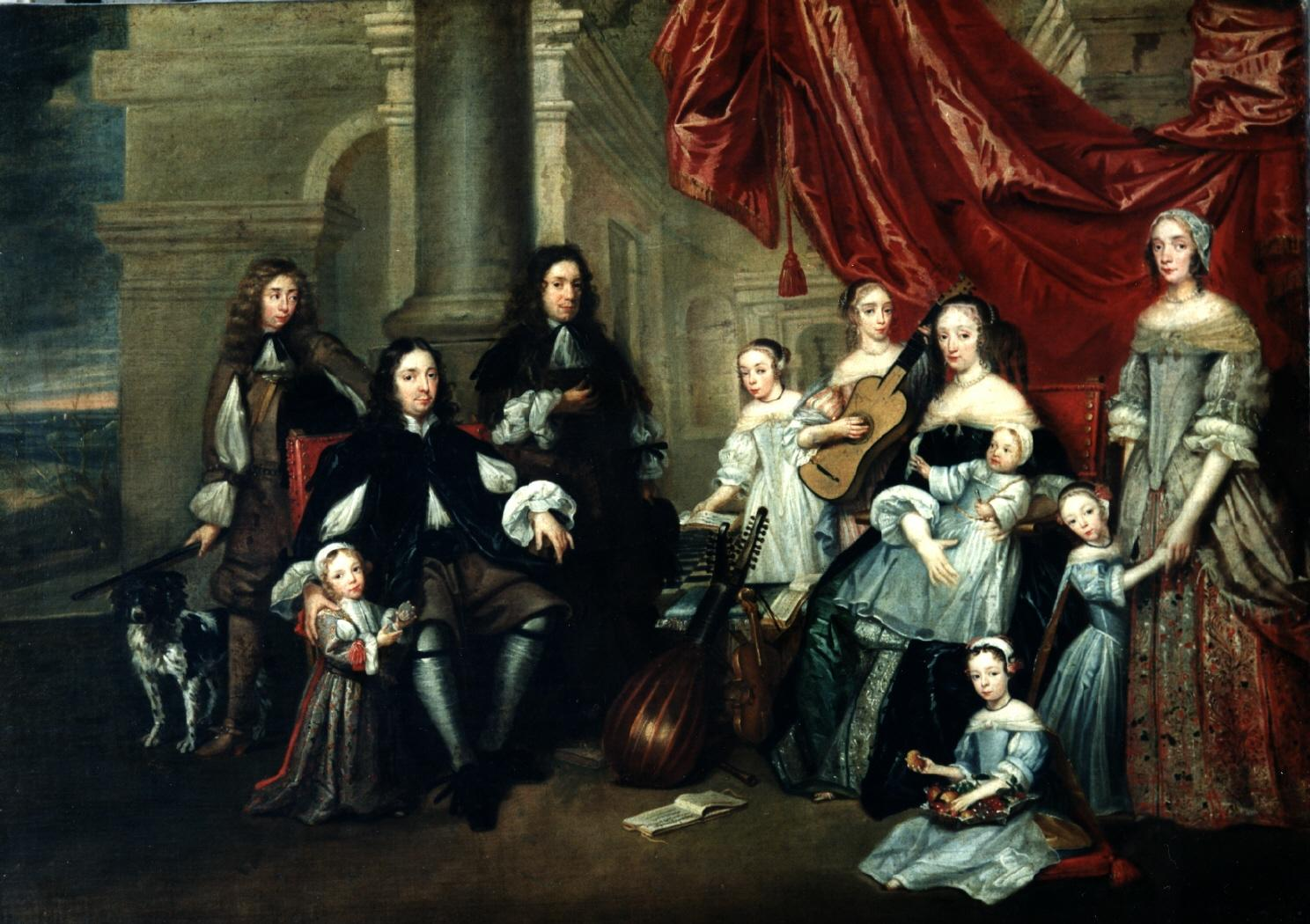
تصویری از دهه 1700 میلادی

دهه ۱۷۰۰ (میلادی) صد و هفتادمین دهه تقویم میلادی است.

## درگذشتگان
‎